# 1948年のメジャーリーグベースボール
以下は、メジャーリーグベースボール（MLB）における1948年のできごとを記す。
1948年4月19日に開幕し10月11日に全日程を終え、ナショナルリーグはボストン・ブレーブスが34年ぶり10度目のリーグ優勝を、アメリカンリーグはクリーブランド・インディアンスが1920年の初優勝以来28年ぶり2度目のリーグ優勝をした。
ワールドシリーズはクリーブランド・インディアンスがボストン・ブレーブスを4勝2敗で破り、1920年の初制覇以来28年ぶりに2度目のシリーズ制覇を果たした。しかしクリーブランド・インディアンスはこれ以降73年間シリーズを制していない。
1947年のメジャーリーグベースボール - 1948年のメジャーリーグベースボール - 1949年のメジャーリーグベースボール

## できごと
アメリカンリーグは、レッドソックス(リーグ優勝7回)、ヤンキース(リーグ優勝15回)、インディアンス(リーグ優勝1回)の三つ巴の争いとなった。ヤンキースが終盤で落ちて、レッドソックスとインディアンスが96勝58敗で並び、1試合のみのプレーオフ(優勝決定戦)を行い、この優勝決定戦では監督兼選手のルー・ブードローが本塁打2本を含む4安打を打ち、投手では新人のピアードンが散発5安打の完投でインディアンスが1920年以来28年ぶりに優勝した。ルー・ブードローはこの年打率.355、本塁打18本、打点106の活躍で、ア・リーグMVPを受賞した。
ナショナルリーグでは、ボストン・ブレーブスが右腕のジョニー・セイン(24勝)と左腕のウオーレン・スパーン(15勝)の両エースが活躍し、打者ではボブ・エリオットの活躍で1914年の『奇跡のブレーブス』以来のリーグ優勝であった。ワールドシリーズではスパーンもセインも1勝のみでボブ・レモン投手が2勝したインディアンスがブレーブスを倒した。
- アメリカンリーグではヤンキースのジョー・ディマジオがこの年に打率.320・打点155・本塁打39本で本塁打王と打点王となり、復活をファンに印象付けたが、戦後復員してからこの年が最高の年となった。テッド・ウイリアムズはこの年に打率.369・打点127・本塁打25本で首位打者を獲得した。

### スタン・ミュージアル
カージナルスのスタン・ミュージアルは、この年打率.376・打点131・本塁打39本で、彼の長い野球人生でも絶頂期であった。惜しむらくはホームランを打った試合が雨で中止となり1本がフイになって40本に達しなかったことだ。この年は打率・安打・二塁打・三塁打・打点・得点・塁打までリーグトップで、本塁打が40本であればカイナーとマイズの記録と並び三冠王を獲得していたはずだからである。後年にミュージアル自身は「23年間大リーグで野球をやってきて一番スリリングな出来事」として思い出すのは、1948年の三冠王を逃したことでなく、打率.376を挙げたことで、そして終盤の9月22日の対ブレーブス戦でエースの左腕ウォーレン・スパーンから5打数5安打を打ち、しかもこれがシーズン4回目で大先輩タイ・カッブの記録に並ぶものであったことだった。この試合はまたミュージアルがケガで両手首が満足に動けない状態で、バットを振ればズキズキ痛み、そこで打席では一振りで決めようと考えて、各打席とも1回のみのスウィングにするつもりで打席に立ち、結局5回バットを振って5回とも安打で5打数5安打(本塁打と二塁打の各1本を含む）となったという離れ業を演じた。スタン・ミュージアルはこの年に首位打者と打点王を獲得しリーグMVPに選ばれた。本塁打王は前年と同じくラルフ・カイナーとジョニー・マイズが40本で分け合った。

### 黒人選手の採用
前年ジャッキー・ロビンソンがメジャーリーグにデビューしてから黒人選手の採用が増えていった。まず1947年にロビンソンが活躍し始めると同年夏にインディアンスのオーナーであるビル・ベック(ヴィーク)はアメリカンリーグ最初の黒人選手としてラリー・ドビーと契約し、その2週間後にセントルイス・ブラウンズが2名採用し、ドジャースもロビンソンに続いてダン・バンクヘッド投手を採用した。そして翌1948年に入るとドジャースにロイ・キャンパネラ捕手、インディアンスに伝説の大投手サッチェル・ペイジが入団した。インディアンスに入ったラリー・ドビーとサッチェル・ペイジはこの年のワールドシリーズに出場している。
ロイ・キャンパネラは、1945年のシーズンオフにニグロリーグのオールスターチームとメジャーリーグのオールスターチームが対戦した時に、メジャーリーグ側の監督で当時ドジャースのコーチであったチャック・ドレッセンがキャンパネラ捕手に注目して、ブランチ・リッキーに推薦し、即契約をしてマイナーリーグで2年を経た後に、この年の後半の83試合に出場し打率.258・打点45・本塁打9本の成績であった。しかし彼の真骨頂はキャッチャーとしての類いまれな資質であった。無類の鉄砲肩で盗塁阻止率は7割に達していた。ドジャースにはキャンパネラの前にジャッキー・ロビンソン、ジョン・ライト、ドン・ニューカムの黒人選手が入団し、これらのメンバーがやがて1950年代の強いドジャースを作っていった。
サッチェル・ペイジ(サチェル・ペイジ)は1906年生れ(1904年生れの説もある）で、若い頃からニグロリーグで活躍し全盛期は素晴らしい速球を投げる投手であった。1934年のシーズンオフに当時タイガースのエースだったデイジー・ディーンと投げ合い1対0で勝ち、ロジャース・ホーンスビーも三振に打ち取られた。1936年のシーズンオフにもエキシビジョンでボブ・フェラーのチームと対戦して投げ勝っていた。この2試合とも見ていたのがインディアンスのオーナーだったビル・ベックだった。ベックはジャッキー・ロビンソンがドジャースに入団し活躍するのを見て、1948年にラリー・ドビーに続いてサッチェル・ペイジと契約した。後にベックは「ペイジが最初からメジャーにいたら、全ての投手の記録は書き換えられていただろう」と述べている。この時にペイジは42歳でメジャーリーグの歴史に残る最年長ルーキーであった。7月19日の対セントルイス・ブラウンズ戦にリリーフとして初登板し2イニング投げ、6日後の7月21日の対アスレチックス戦も3イニングをリリーフで投げて、そして8月13日の対ホワイトソックス戦で初先発し3安打完封で5対0で初勝利を挙げた。この試合はシカゴ・コミスキーパークで行われたが5万1,013人の観衆が詰めかけた。さらに1週間後の8月20日に、本拠地のクリーブランドでの対ホワイトソックス戦でミュニシパル・スタジアムに実に7万8,382人の観客が集まり、ペイジは3安打、与四球1、奪三振5の完封で1対0で勝利を収めた。この試合は相手に2塁を踏ませない会心のピッチングであった・この年は21試合で6勝1敗、翌1949年は31試合登板で4勝7敗に終わり、ビル・ベックがインディアンスを去るとともにサッチェル・ペイジは、いったんニグロリーグのカンサスシティ・モナークスに戻った。そしてベックがセントルイス・ブラウンズのオーナーになった1951年に再びメジャーに戻った。
こうして1951年までには5球団が黒人選手を起用し、いずれもAクラスの地位を確保し、やがて黒人選手の起用がチームの浮沈に関わるほどになっていった。

### 不死身のカムバック
ルー・ブリッシーは大学生だった7年前にアスレチックスに入団を希望してコニー・マック監督に認められながら大学を卒業してからと諭されて大学に戻り、そこへ真珠湾攻撃からアメリカが参戦となり、志願して兵役に就いてイタリア戦線に参加しドイツ軍の砲弾を受けて、投手として大事な左脚のスネを負傷し12センチにわたって骨が粉々になる重傷を負ったが、不屈の闘志で23回の手術を受けて回復し、この年の開幕日にメジャーデビューとなった。相手はボストン・レッドソックスで敵地ボストンでの試合でダブルヘッダーの第二試合にルー・ブリッシー投手が初登板した。既に新聞やラジオで不死身のカムバックの話を知って、地元の観客はレッドソックスのことよりもこのブリッシー投手の状態に関心を示していた。初回にいきなりテッド・ウイリアムズに対戦し、しかも打たれてその打球が大事な左脚のスネを直撃して、さすがのテッド・ウイリアムズも慌てて一塁からマウンドに駆け付けた。幸い脚の中に補強した金属板に当たったが大事に至らず、そのままブリッシーは投げ続けた。そして3対2で勝利投手となり、敵地ボストンの人々からも熱烈な拍手を送られた。この年に14勝、翌1949年は16勝を挙げた。しかし3年目から成績が落ち、コニー・マック監督が引退した後はインディアンスにトレードされて1955年までメジャーリーグに在籍して、わずか7年間で通算44勝48敗、防御率2.67の成績を残した。しかしルー・ブリッシーは記憶に残る投手となった。テッド・ウイリアムズは「あいつは実に素晴らしいことをやった」と述べている。

### ケーシー・ステンゲル
1948年10月12日、この年のシーズンが終わりワールドシリーズが終了した翌日に3位に終わって優勝を逸したニューヨーク・ヤンキースは前年の優勝監督のバッキー・ハリスを更迭してケーシー・ステンゲルを新監督に迎えると発表した。このニュースにニューヨークの野球記者は失望し、ファンは次の年の優勝を半ば諦めたという。ケーシー・ステンゲルは、この時までにブルックリン・ドジャース(1934-1936)とボストン・ブレーブス(1938-1943)の監督を歴任したが、そのときの成績は芳しくなかった。1944年にマイナーリーグのミルウォーキー・ブルワーズ、1945年にカンザスシティ・ブルースでそれぞれ監督を務めた後、1946年にオークランド・オークスの監督に就任し、この年1948年にパシフィックコーストリーグで優勝を果たしていた。
メジャーリーグでの監督経験はドジャースとブレーブスの9年間で勝ち越しはわずか1回だけでAクラス入りした年は皆無であった。1944年5月に発行した『スポーティング・ニューズ』紙でわざわざ「最もおかしな監督」に選出されるほどであった。しかしこの年のAAA級パシフィックコーストリーグでのヤンキース傘下のオークランド・オークスで114勝を挙げたステンゲルを同じ『スポーティング・ニューズ』紙がマイナーリーグ最優秀監督に指名したことで、前年ゼネラルマネージャーになったジョージ・ワイスはステンゲルを抜擢することにした。この時のヤンキースは、ルースやゲーリッグの時代は遠い昔であり、1936年からの4連覇した時代のメンバーも多くはヤンキースを離れ、唯一のスター選手であったジョー・ディマジオも戦後に復帰してからは精彩を欠き、絶対的な主軸打者がいない中での監督交代であった。もはやベテランやレギュラー選手を偏重せず、ベンチ入りした選手全員をフル活用して個々の能力を最大限に引き出す手法が求められていた。ステンゲルはそれに対応できる監督であった。就任1年目の翌1949年は、まさに主力選手の故障続きで苦しいシーズンをプラトーン・システムと呼ばれた選手起用で乗り切り、適材適所を徹底して投手分業制を確立して、就任当初は誰も予想していなかったヤンキースの長い黄金時代を実現し、1949年から1960年までの12年間でリーグ優勝10回、ワールドシリーズ制覇7回の成績を残した。

### ベーブ・ルース死去
1948年はヤンキースタジアムが完成してから25年になった。その25周年記念式典が6月13日にヤンキースタジアムで開催された。この式典に背番号3のユニフォーム姿でベーブ・ルースが参加した。ヤンキースを去ってから13年が過ぎていた。巨漢だった彼の身体は病に蝕まれ痩せていたが、『ルースの建てた家』と呼ばれたヤンキー・スタジアムの大観衆から惜しみない拍手が送られた。この日に背番号3は永久欠番となった。そして2か月後に野球の歴史を変えた男は8月16日に53歳で死去した。葬儀はヤンキー・スタジアムで行われて、まるで国葬のようであった、と後々まで人々の記憶に残った。

### その他
- 1948年のメジャーリーグ観客動員数　　2,092万842人　(アメリカンリーグ 11,150,099人・ナショナルリーグ 9,770,743人)　　出典：「アメリカ・プロ野球史」141P　 鈴木武樹　著　　三一書房
- この年にリーグ優勝とシリーズ制覇したクリーブランド・インディアンスの本拠地での観客動員数は262万627人で、これはそれまでの最高記録であり、この記録は14年後の1962年にロサンゼルス・ドジャースが275万5,184人を記録するまでメジャーリーグ最高記録であった。またインディアンスはこの年に1試合で7万8,382人の観客動員数のメジャーリーグ記録を出したが、これも1959年にドジャースが破っている。
- ナイトゲームを開催する球団が増えて、この年に両リーグ合わせて1,232試合を開催したが、そのうち夜間試合は362試合で約30%に上り、アメリカンリーグの夜間試合の観客動員数は445万1,492人で全試合の観客動員数の約40%に達し、インディアンスの最高観客動員数を記録した試合も夜間試合である。　　　　　                  出典：「アメリカ・プロ野球史」146-147P　 鈴木武樹　著　　三一書房

## 最終成績

### レギュラーシーズン
| 順 | チーム                           | 勝利 | 敗戦 | 勝率 | G差  |
| -- | -------------------------------- | ---- | ---- | ---- | ---- |
| 1  | クリーブランド・インディアンス   | 97   | 58   | .626 | --   |
| 2  | ボストン・レッドソックス         | 96   | 59   | .619 | 1.0  |
| 3  | ニューヨーク・ヤンキース         | 94   | 60   | .610 | 2.5  |
| 4  | フィラデルフィア・アスレチックス | 84   | 70   | .545 | 12.5 |
| 5  | デトロイト・タイガース           | 78   | 76   | .506 | 18.5 |
| 6  | セントルイス・ブラウンズ         | 59   | 94   | .386 | 37.0 |
| 7  | ワシントン・セネタース           | 56   | 97   | .286 | 40.0 |
| 8  | シカゴ・ホワイトソックス         | 51   | 101  | .336 | 44.5 |

| 順 | チーム                       | 勝利 | 敗戦 | 勝率 | G差  |
| -- | ---------------------------- | ---- | ---- | ---- | ---- |
| 1  | ボストン・ブレーブス         | 91   | 62   | .595 | --   |
| 2  | セントルイス・カージナルス   | 85   | 69   | .552 | 6.5  |
| 3  | ブルックリン・ドジャース     | 84   | 70   | .545 | 7.5  |
| 4  | ピッツバーグ・パイレーツ     | 83   | 71   | .539 | 8.5  |
| 5  | ニューヨーク・ジャイアンツ   | 78   | 76   | .506 | 13.5 |
| 6  | フィラデルフィア・フィリーズ | 66   | 88   | .429 | 25.5 |
| 7  | シンシナティ・レッズ         | 64   | 89   | .418 | 27.0 |
| 8  | シカゴ・カブス               | 64   | 90   | .416 | 27.5 |

### オールスターゲーム
- ナショナルリーグ 2 - 5 アメリカンリーグ

### ワールドシリーズ
- ブレーブス 2 - 4 インディアンス

| 10/ 6 – | インディアンス | 0  | - | 1 |  | ブレーブス     |
| 10/ 7 – | インディアンス | 4  | - | 1 |  | ブレーブス     |
| 10/ 8 – | ブレーブス     | 0  | - | 2 |  | インディアンス |
| 10/ 9 – | ブレーブス     | 1  | - | 2 |  | インディアンス |
| 10/10 – | ブレーブス     | 11 | - | 5 |  | インディアンス |
| 10/11 – | インディアンス | 4  | - | 3 |  | ブレーブス     |

## 個人タイトル

### アメリカンリーグ
| 項目   | 選手                       | 記録 |
| ------ | -------------------------- | ---- |
| 打率   | テッド・ウィリアムズ (BOS) | .369 |
| 本塁打 | ジョー・ディマジオ (NYY)   | 39   |
| 打点   | ジョー・ディマジオ (NYY)   | 155  |
| 得点   | トミー・ヘンリック (NYY)   | 138  |
| 安打   | ボブ・ディリンジャー (SLA) | 207  |
| 盗塁   | ボブ・ディリンジャー (SLA) | 28   |

| 項目   | 選手                         | 記録 |
| ------ | ---------------------------- | ---- |
| 勝利   | ハル・ニューハウザー (DET)   | 21   |
| 敗戦   | フレッド・サンフォード (SLA) | 21   |
| 防御率 | ジーン・ベアーデン (CLE)     | 2.43 |
| 奪三振 | ボブ・フェラー (CLE)         | 164  |
| 投球回 | ボブ・レモン (CLE)           | 293⅔ |
| セーブ | ラス・クリストファー (CLE)   | 17   |

### ナショナルリーグ
| 項目   | 選手                         | 記録 |
| ------ | ---------------------------- | ---- |
| 打率   | スタン・ミュージアル (STL)   | .376 |
| 本塁打 | ラルフ・カイナー (PIT)       | 40   |
| 本塁打 | ジョニー・マイズ (NYG)       | 40   |
| 打点   | スタン・ミュージアル (STL)   | 131  |
| 得点   | スタン・ミュージアル (STL)   | 135  |
| 安打   | スタン・ミュージアル (STL)   | 230  |
| 盗塁   | リッチー・アシュバーン (PHI) | 32   |

| 項目   | 選手                       | 記録 |
| ------ | -------------------------- | ---- |
| 勝利   | ジョニー・セイン (BSN)     | 24   |
| 敗戦   | ダッチ・レナード (PHI)     | 17   |
| 防御率 | ハリー・ブリチーン (STL)   | 2.24 |
| 奪三振 | ハリー・ブリーチーン (STL) | 149  |
| 投球回 | ジョニー・セイン (BSN)     | 314⅔ |
| セーブ | ハリー・ガンバート (CIN)   | 17   |

## 表彰

### シーズンMVP
- アメリカンリーグ ： ルー・ブードロー （CLE）
- ナショナルリーグ ： スタン・ミュージアル （STL）

### 最優秀新人賞
- ナショナルリーグ ： アルヴィン・ダーク （BSN）

### アメリカ野球殿堂入り表彰者
BBWAA投票
- ハーブ・ペノック
- パイ・トレイナー